# Шым
Шым (настоящее имя — Михаи́л Оле́гович Епифа́нов; род. 25 января 1979, Ростов-на-Дону) — российский рэп-исполнитель, автор текстов и битмейкер. Участник рэп-группы «Каста».

## Биография
Михаил Епифанов родился 25 января 1979 года в Ростове-на-Дону. Его отец, доктор математических наук, преподавал в РГУ высшую математику, мать работала в НИИ информатики и прикладной математики. У него был старший брат Никита (род. 1969). Семья Епифановых жила в «университетском» доме — пятиэтажке на окраине западного микрорайона Ростова-на-Дону. В 1986 году началось его знакомство с музыкой, в доме появился однокассетный магнитофон и записи групп Modern Talking и Status Quo. Гораздо позже полюбил русский рок — «Любэ», «Алиса», Nautilus Pompilius, «Чайф», «Воскресенье», «Крематорий», «ДДТ», а затем и зарубежный — Том Уэйтс, Pink Floyd и Dire Straits.
Среднее образование Михаил получил в ростовской школе № 92 (1986—1997). В 1990 году начал изучать английский язык с преподавателем. Стремление познать иностранный язык появилось после того, как услышал дебютный альбом рэп-исполнителя Ice MC Cinema (1990). Позже знание языка сыграло большую роль в увлечении американским рэпом. В 1991 году его отец умер, мать сократили из НИИ, а старший брат Никита начал спиваться, приходя домой только ночью. Мать меняла работу, чтобы прокормить себя и младшего сына. В январе 1994 года вместе с матерью переехал в маленькую квартиру в Северном микрорайоне. В последних классах школы придумывал разные номера для городского конкурса КВН среди школ. Учительница химии была его первым проводником в мир литературы, познакомив с творчеством братьев Стругацких, Джорджа Оруэлла, Эрнеста Хемингуэя. Летом 1997 года поступил в Донской государственный технический университет и выбрал инженерную специальность, интерес к которой у него так и не проснулся за пять лет (1997—2002).
Осенью 1995 года во время учёбы в школе Михаил познакомился с DJ Vlady (позже — Влади, Владислав Лешкевич, 16 лет), который учился в другой школе, но иногда приходил на школьные вечеринки по приглашению одноклассника Михаила, Дениса Ильенко по прозвищу MC Dennis Ice/Ice Den (позже — Электроник, 14 лет). Влади и Электроник занимались брейк-дансом и показывали номера на школьных вечеринках. Помимо этого Влади делал музыку в жанре джангл на своём компьютере с процессором Intel 80386. На одной из школьных вечеринок Влад дал послушать Михаилу аудиокассету, на которой было записано три песни: «Щас как прыгну!» (1995), «Убийца» (1995) и «Сумасшедший маньяк» (1995—1996). Оказалось, что помимо джангла Влади делает музыку в жанре хип-хоп и исполняет рэп. Первые две песни были записаны Влади в составе группы 2XL вместе с Сотой и Там-Тамом, одна из них — «Щас как прыгну!» — заняла второе место в хит-параде местной радиостанции «Радио 103». Песня «Сумасшедший маньяк» была записана Влади уже после ухода из 2XL в составе рэп-дуэта «Психолирик» (Влади и Тидан).
Летом 1996 года Влади предложил Михаилу вступить в группу «Психолирик» под именем Шими (производное от прочтения имени «Миша» задом наперёд). Его первыми написанными песнями стали «Его сгубили блондинки» (Шими) и «Запах тумана» (Влади, Шими), а первой записанной — «Город мертвецов». Первое выступление трио «Психолирик» с тремя песнями состоялось в столовой музыкального училища в клубе «Tonight!» перед аудиторией в 15 человек в сентябре 1996 года. Затем выступления проходили на вечеринках в ростовском клубе Comanchero, «Победа», на «Стиморол пати» и Днях города. В 1997 году записываются треки «Город мертвецов» (Шими, Влади, Тидан), «Его сгубили блондинки» (Шими), «Тонкая грань» (Влади, Шими), «Запах тумана» (Влади, Шими), «Фальшивые Эм Си» (Шими, текст: Влади), «Бархатная пыль», «Эй, бабка!!!».
В августе—сентябре 1997 года представители нескольких ростовских рэп-групп и свободные рэп-исполнители: Влади и Шими (из группы «Психолирик»), Баста Хрю (из Street Sound), Вольф (из дуэта Shadows), Электроник, Тэйквон (однокурсник Шими из ДГТУ) и Белый Будда (друг Электроника) создали рэп-объединение под названием «Каста». Выступления рэперов проходили в ростовском клубе Duncan, позже — Comanchero. Осенью был записан дебютный трек объединения — «Первый удар» (Влади, Баста Хрю, Шими, Белый Будда, Вольф, Тэйквон), а к концу года вышел сборник ростовского хип-хопа «Первый удар». Летом 1998 года к основному составу рэп-объединения «Каста» добавились новые группы и рэп-исполнители, которые приступили к записи альбома-сборника «Трёхмерные рифмы» (1999). Весь саунд-продакшн (музыка, запись, сведение) для альбома сделал Влади.
Летом 1999 года к группе «Психолирик» присоединился Хамелеон и дуэтом с Влади записал трек «Кто будет пить с нами!?». Осенью 1999 года Шими уехал по программе обучения в Тель-Авив (Израиль), но, как оказалось, это была афера и вместо учёбы он должен был отправиться в армию Израиля и жить в пустыне. 20 ноября он вернулся в Россию после того, как ему позвонил Влади и предложил принять участие в составе группы «Каста» (Влади, Шими и Хамелеон) в фестивале рэп-музыки Rap Music 27 ноября. «Каста» записала два трека — «Наши люди» и «Мы берём это на улицах» (вторая версия), с которыми триумфально выступила на фестивале Rap Music в Московском дворце молодёжи 27 ноября 1999 года, и получила Гран-при.
В начале 2000 года Шими изменил свой псевдоним на Шымон. Весной 2000 года Шымон вёл на ростовском радио «Мираж» программу «Свободный стиль», которую закрыли спустя полгода по решению генерального директора из-за обилия «уличной лексики» в рамках эфира.
В январе 2001 года Шымон в качестве битмейкера создал музыку для трека «Сказка» для дебютного альбома «Касты» «Громче воды, выше травы» (2002). В апреле 2001 года Шымон сократил свой псевдоним до Шым.
В апреле 2002 года открыл магазин хип-хоп-одежды и музыки «Точка» в Ростове на Пушкинской. В 2002 году стал музыкальным продюсером группы «Доброе зло» (Тэйк и Фетис). В октябре 2002 года в магазине «Точка» был записан сольный трек Фетиса «Волки» на музыку Шыма.
С 2001 по 2003 год Шым в качестве битмейкера и звукорежиссёра принял участие в записи макси-сингла «Алкоголики» рэп-группы «Грани», который был выпущен 22 ноября 2003 года: «Алкоголики» (оригинал) (музыка, запись, сведение: Шым. Ростов-на-Дону, 2002), «Планерка» (музыка: Шым. Ростов-на-Дону, 2002), «Мелодрама» (ремикс Шыма) (музыка: Шым. Ростов-на-Дону, 2001—2002), «Алкоголики» (лабораторная версия) (запись: Шым. Ростов-на-Дону, 2002).
В 2003 году Шым создал бит для трека «Новогодняя» Guf'а. За основу был взят семпл из саундтрека к фильму «Реквием по мечте» (2000). Песня стала одним из главных хитов дебютного альбома «Город дорог» (2007) и впервые была опубликована на сборнике Rap.ru в октябре 2004 года. В том же году создал музыку для совместного трека групп «Каста» и «Ю.Г.» под названием «Гастрольная» из альбома «Пока никто не умер» (2004).
С 2002 года ведёт работу над сольным альбомом. За это время выпустил синглы «Кресло» (2007), «Романс для Анны» (2014), «Песня про месть» (2016), «Человек начинается с горя» (2023).
24 ноября 2006 года Шым организовал в Ростове-на-Дону концерт Фредро Старра из американской рэп-группы Onyx.
В 2011 Шым завершил обучение экологическому сельскому хозяйствованию (пермакультура) у всемирно известного практика пермакультуры Зеппа Хольцера. С 2012 года он руководит проектным бюро «Землематика».
В январе 2020 года трек «Решено», выпущенный «Кастой» в 2015 году, стал заставкой телешоу «Женский стендап», а в перебивках между выступлениями комиков можно услышать ещё один трек от участника «Касты» Шыма — «Песню про месть» (2016).
В марте 2022 года эмигрировал в Португалию после вторжения России в Украину, поскольку не собирается «жить при путинизме» и при выступлениях со сцены в России высока вероятность высказывания вещей, неодобряемых современной российской властью и попадаемых под репрессивное уголовное законодательство.

## Личная жизнь
В 1998 году на одной из вечеринок «Hip Hop Party» в ростовском клубе Comanchero («Команчеро», Дом культуры «Энергетик», пер. Семашко, 48) познакомился с девушкой по имени Татьяна. Спустя несколько лет Михаил встретил её снова и они поженились. 19 февраля 2002 года у пары родился сын Ян. В 2006 году женился во второй раз на девушке по имени Диана, в 2007 году у них родилась дочь Варвара. В 2022 году супруги развелись, а дочь осталась с матерью.

## Дискография
Альбомы в составе «Объединённой касты»
- 1999 — «Трёхмерные рифмы»
- 2000 — «В полном действии»

Альбомы в составе группы «Каста»
- 2002 — «Громче воды, выше травы»
- 2008 — «Быль в глаза»
- 2017 — «Четырёхглавый орёт»
- 2019 — «Об изъяне понятно»
- 2020 — «Чернила осьминога»
- 2021 — «Альбомба»
- 2024 — «Новинки зарубежного рэпа»

Синглы в составе группы «Каста»
- 2001 — «На порядок выше» (макси-сингл)
- 2002 — «Горячее время» (макси-сингл)
- 2006 — «По приколу» (макси-сингл)
- 2014 — «На весь район» (сингл)
- 2014 — «Корабельная песня» (сингл)

Синглы
- 2007 — «Кресло» (DJ Хобот — «Хобосапиенс»)
- 2014 — «Романс для Анны»
- 2016 — «Песня про месть»[41]
- 2023 — «Человек начинается с горя» на стихи Алексея Эйснера (сборник «После России»)[42]

Участие
- 1997 — «Первый удар» (сборник ростовского хип-хопа) (в составе группы «Психолирик»)
- 2002 — «Что нам делать в Греции?» (альбом Влади)
- 2003 — «Алкоголики» (макси-сингл группы «Грани»)
- 2004 — «Феникс» (альбом Хамиля)
- 2004 — «Пока никто не умер» (альбом группы «Ю.Г.»)
- 2007 — «Хобосапиенс» (альбом DJ Хобота)
- 2007 — «Город дорог» (альбом Guf'а)
- 2009 — «Машинопись» (трибьют группе «Машина времени»)
- 2010 — «ХЗ» (альбом Хамиля и Змея)